# Sign of the Hammer
Sign of the Hammer е четвъртият студиен албум на хевиметъл групата Manowar, издаден на 15 октомври 1984.

## Списък с песните
Всички песни са написани от Джоуи Демайо, с изключение на отбелязаните.
1. All Men Play on 10 – 4:01
2. Animals – 3:34
3. Thor (The Powerhead) – 5:23
4. Mountains – 7:39
5. Sign of the Hammer – 4:18
6. The Oath (Ross the Boss, DeMaio) – 4:54
7. Thunderpick – 3:31
8. Guyana (Cult of the Damned) – 7:10

## Допълнителна Информация
- Guyana (Cult of the Damned) е песен, посветена на масовото самоубийство през 1978 организирано от Джим Джоунс в Джоунстаун, северозападна Гвиана.
- Thor (The Powerhead) е за северния Бог Тор), разрушаваш злото в света и Гигантите (врагове на Боговете).

Песента често е свързвана с Рагнарьок – Края на света според скандинавската митология.
Шведската симфоник метъл група Therion прави кавър на тази песен в своя албум Crowning of Atlantis.

## Състав по албума
- Ерик Адамс – вокали
- Рос Де Бос – китара
- Джоуи Демайо – бас китара
- Скот Кълъмбъс – барабани